# Tort
En derecho anglosajón (common law) (véase derecho consuetudinario), el tort ('agravio' o 'daño', en español) se entiende como una acción o inacción perjudicial en materia civil, distinto de un incumplimiento de contrato. Estos ilícitos son de carácter civil ya que por sí solos no pueden considerarse penalmente relevantes. En general, se considera un concepto asimilable a los cuasidelitos civiles del Derecho continental.
Consisten principalmente en acciones perjudiciales para las partes involucradas en procedimientos judiciales, y que por sí solas son recursos de acción para la defensa de actos que pudieran poner en peligro o en riesgo algún bien jurídico, así como la integridad y correcta continuidad del procedimiento.
El tort, que da lugar a responsabilidad extracontractual, por sí mismo es motivo de reclamación, una consecuencia que constituye un ilícito de carácter civil, también conocido en los países donde es aplicable como civil wrong, el cual es cometido por una persona que goce de capacidad y responsabilidad legal, a quien se denomina tortfeasor o "autor del daño", el cual puede ser tanto una entidad física o moral y puede ser, además, una de las partes del procedimiento o incluso la misma autoridad. Es este actor el que causa daño a un tercero, daño que puede conocerse injury, loss o harm.

## Historia
En el imperio romano, los primeros indicios de la existencia de recursos de esta naturaleza se consideraban delitos, y fueron influencia importante en materia civil en los sistemas europeos. La primera vez que se usó el término tort en el ámbito legal fue aproximadamente en 1580. Empero, ya con anterioridad se habían usado otros varios términos referentes a actos o elementos jurídicos similares. Los torts en el common law se originaron en el sistema germánico de compensación de multas de faltas (OE unriht). En este sistema, no existía una clara diferencia entre una falta y un crimen. En los sistemas anglosajones, muchas de las faltas requerían un pago para la reparación del daño a la persona que recibió el perjuicio.
A lo largo de la historia, la ley concerniente a torts ha experimentado una evolución variada y de manera independiente. En el caso de los Estados Unidos, donde está más presente este tipo de recursos legales, algunos de los factores o elementos en los que han evolucionado son: la estricta responsabilidad de producción de productos, la limitación de inmunidades, la negligencia comparativa, la implementación de criterios más amplios para la admisión de pruebas, los torts tóxicos (ambientales) y las demandas colectivas, por mencionar algunas.
Es menester mencionar la existencia de reacciones negativas en cuanto a reformas de tort, ya que en algunos casos han sido motivo de controversias constitucionales, así como antinomias en la jurisdicción de ciertos estados. De igual manera, es imperativo mencionar que la vía que predomina en la resolución de conflictos que involucran al tort es la relacionada con la ley de seguros, y que la mayoría de los casos se arreglan a través de conciliaciones y casi nunca mediante juicios.

## Categorías
Los perjuicios legales no son únicamente de carácter físico, ya que existen otras maneras en las que estas pueden constituirse. Algunos ejemplos pueden ser los perjuicios de naturaleza económica, de difamación o de imagen, privacidad, propiedad, derechos constitucionales, etcétera. Aunque la mayoría de los torts son el resultado de la negligencia, existen de igual manera algunos que se cometen de manera dolosa, es decir, existe una intención de cometer el daño hacia otra persona. De igual manera, existe la responsabilidad objetiva o bien strict liability, en donde se excluye la necesidad de demostrar negligencia.
Los torts son diferentes en materia penal, debido a que los torts pueden ser resultado de negligencia, intención o acciones dolosas. De igual manera, las demandas de torts poseen un menor peso en cuanto a la importancia o relevancia de pruebas. En ocasiones, la parte actora puede ganar la controversia incluso cuando la parte demandada haya sido absuelta en un procedimiento penal previo.

## Derecho comparado
En cuanto a figuras jurídicas similares en sistemas con bases en el Derecho romano, en derecho civil existen figuras parecidas a lo que se concibe como torts, llamadas “responsabilidades”, las cuales, al igual que los torts, no constituyen acciones penalmente relevantes; empero, son acreedoras de amonestaciones en procedimientos aparte. Cabe mencionar que estas “responsabilidades” se resuelven en juicios por separado y no constituyen la naturaleza de recursos. Aunque es una figura similar, no es del todo idéntica, ya que the law of torts constituye una rama independiente en el derecho de “common law”, mientras que las llamadas “responsabilidades” son solo elementos del derecho civil.